# Sverigetaxi i Stockholm AB

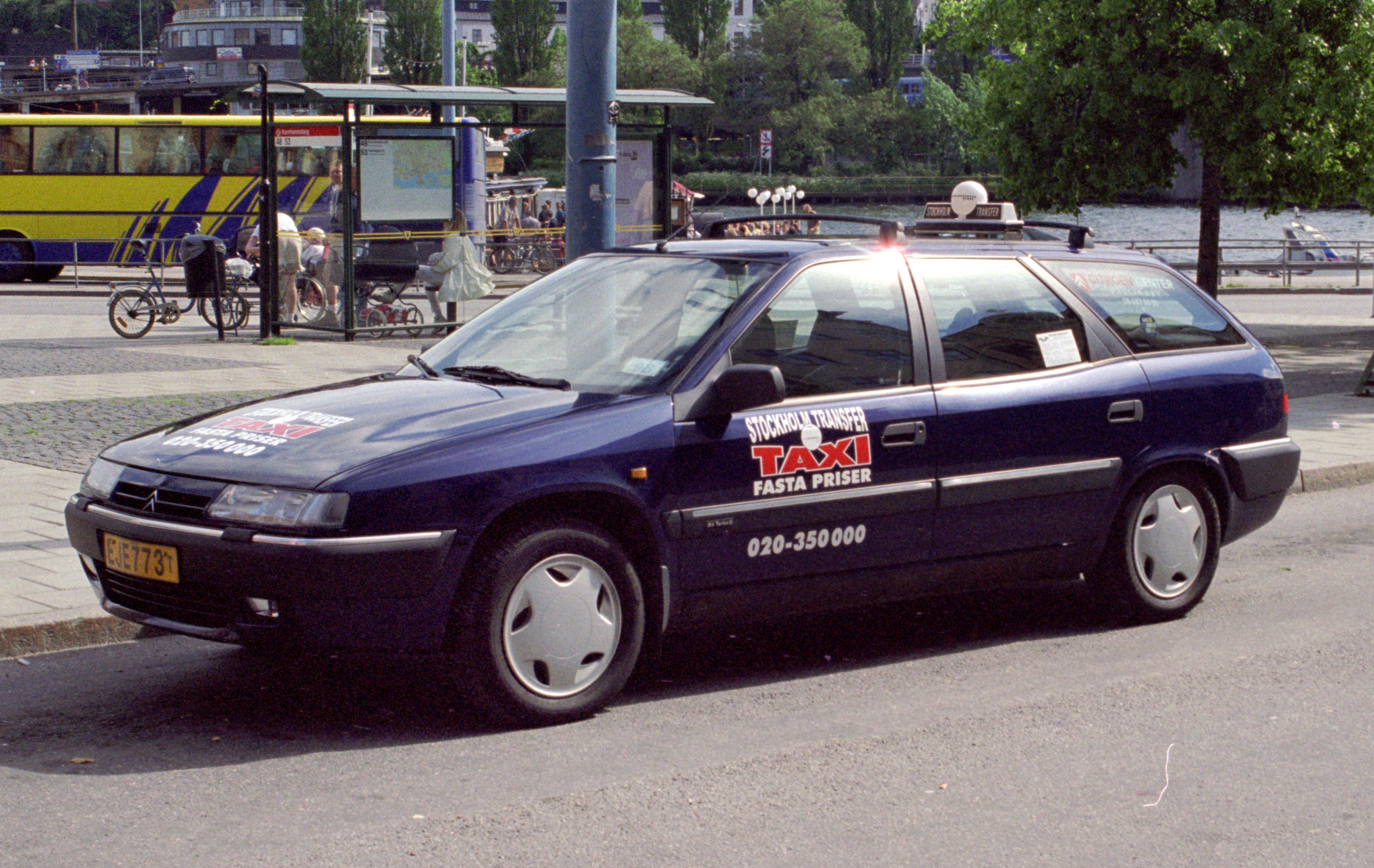
Bil från Stockholm Transfer Taxi AB 1998

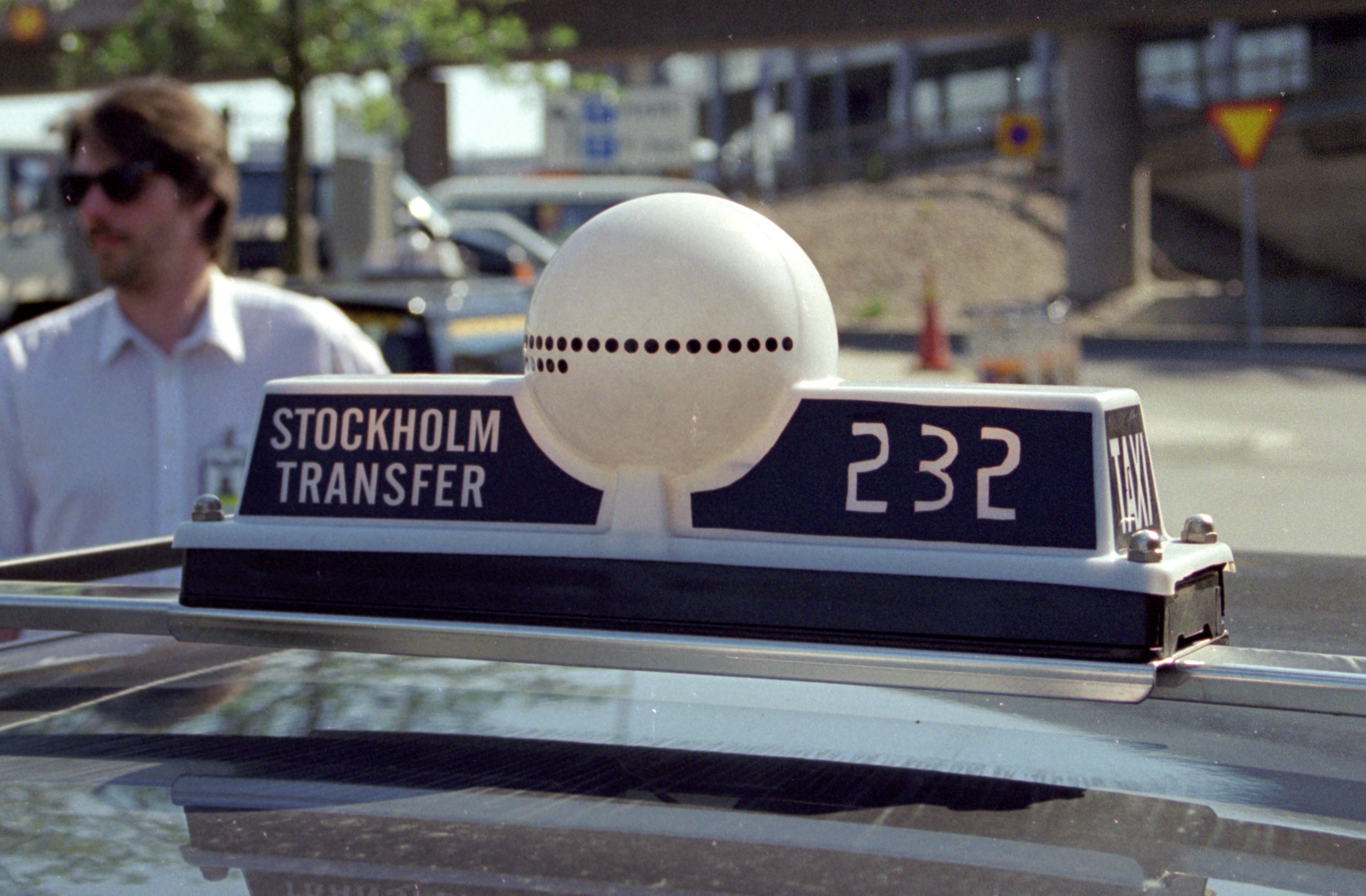
Taklampa från Stockholm Transfer Taxi AB 1998

Sverigetaxi i Stockholm AB är ett taxibolag i Stockholm. Bolaget är anslutet till Sverigetaxi, som är en rikstäckande taxitjänst.
Företaget startades 1993 av Benny Melin som Stockholm Transfer Taxi AB, senare Transfer Taxi AB.
2009 köptes Transfer Taxi AB av Svetax Invest AB:s dotterbolag Flygtaxi Sverige AB och bytte då namn till Sverigetaxi i Stockholm AB. Företaget hade då 230 anslutna transportörer med totalt 325 bilar.
2013 köptes bolaget av Fågelviksgruppen AB och blev då ett dotterbolag till detta bolag.